# Mussel
Mussel (Gronings: De Muzzel) is een dorp in de gemeente Stadskanaal in de provincie Groningen (Nederland). Het dorp heeft ongeveer twaalfhonderd inwoners.
Mussel is een betrekkelijk jong dorp. Het is ontstaan in de negentiende eeuw op een zandrug (de Zandtange) in het veengebied aan weerszijden van de Mussel-Aa. De eerste vier huizen werden gebouwd in 1826 na het aanleggen van wegen door het veen als resultante van de markescheiding van Onstwedde. Het was de eerste plaats die als zodanig ontstond op de voorheen ongescheiden markegronden. De naam betekent 'moerassig land'. In de 19e eeuw droeg het de naam Musselhuizen. 
Het oudste deel van het dorp ligt aan de weg van Musselkanaal naar Onstwedde. Later groeide het dorp ook langs de weg richting Vledderveen en de weg naar Jipsinghuizen. Pas in de tweede helft van de 20e eeuw ontstond een dorpskern rond de drie kerken in het dorp. 
In een drietal plannen in 1969 (Plan Kikkert en Structuurschets Oost-Groningen) en 1973 ('Een nieuw structuur voor de Kanaalstreek' van het Industrieschap De Kanaalstreek van de gemeenten Stadskanaal, Vlagtwedde, Gasselte, Borger en Odoorn) werd aangegeven dat het dorp moest worden gesaneerd. De lokale bevolking kwam in opstand en wist samen met andere belanghebbenden het voortbestaan van het dorp te verzekeren.
Het dorp zijn twee kerkelijke gemeenten actief, een Nederlandse Gereformeerde Kerk en een Christelijke Gereformeerde Kerk. Even buiten het dorp, in de buurtschap Kopstukken bevindt zich een Rooms-Katholieke Parochie. Tot in 2019 was in Mussel ook een PKN-gemeente actief. Wegens een teruglopend ledental wordt nu gekerkt in Musselkanaal. Daarnaast is er een basisschool in Mussel, de Christelijk-Nationale basisschool Op de Zandtange.

## Sport en recreatie
- Sportvereniging Mussel met afdelingen voetbal en gymnastiek
- Volleybalvereniging

## Algemeen Nut
Naast de sportverenigingen zijn er meer verenigingen actief:
- De HOM, Handelsvereniging 'Ondernemend Mussel'.
- PBM, Vereniging voor 'Plaatselijke Belangen Mussel'.

## Geboren
- Charles de Wolff (1932-2011), organist en dirigent

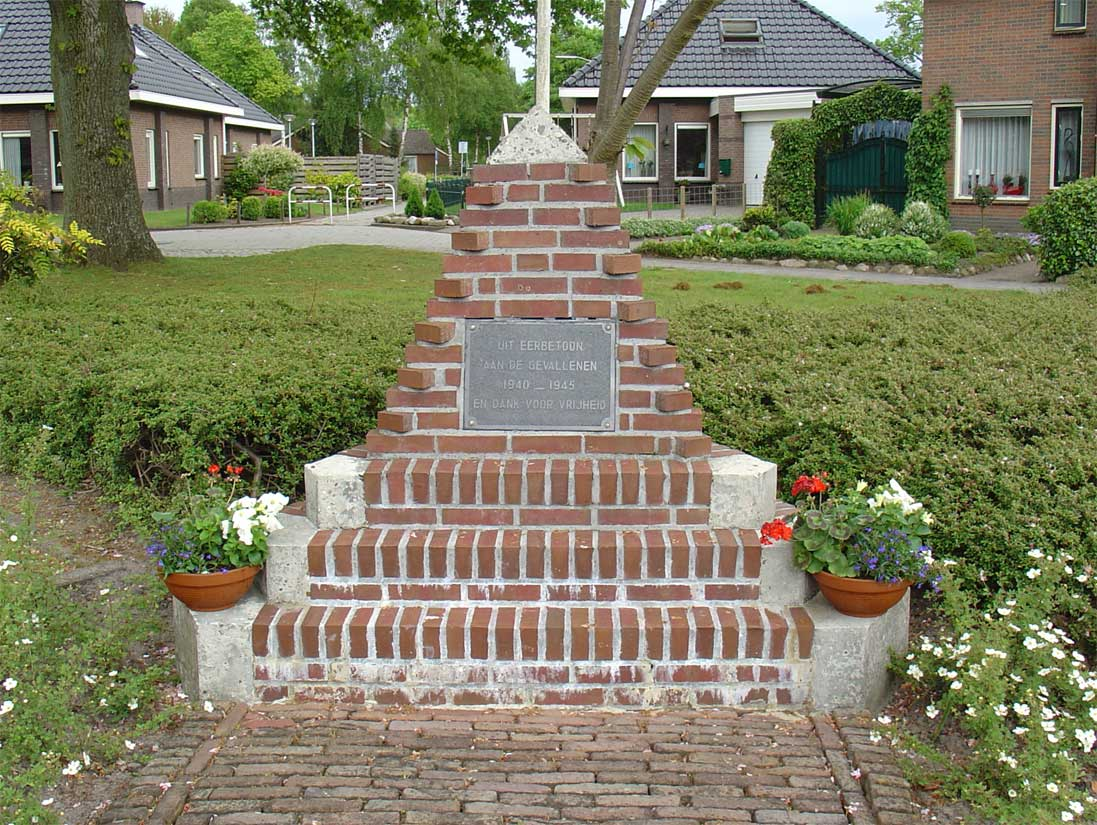
Oorlogsmonument in Mussel

- Ans Boersma (1988), journaliste

Dorpen:
Alteveer (deels) · Ceresdorp · Kopstukken · Mussel · Musselkanaal · Onstwedde · Smeerling · Stadskanaal

Gehuchten: Barlage · Blekslage · Braamberg · Höchte · Horsten · Sterenborg · Ter Wupping · Vledderhuizen · Vledderveen · Vosseberg

Buurtschappen: Höfte · Holte · Oomsberg · Tange · Ter Maarsch · Veenhuizen · Wessinghuizen

Kanalen: Stadskanaal · Musselkanaal · Mussel-Aa-kanaal      Bos: Dr. Hommesbos

Groningen: Steden en dorpen      Nederland: Provincies · Gemeenten